# 西敏公學
西敏聖彼得皇家書院（英語：The Royal College of St. Peter in Westminster），簡稱西敏公學（Westminster School），座落於英國倫敦市中心西敏寺周邊範圍，是該國一所有名的獨立學校。
西敏公學歷史可上溯至公元11世紀，歷來知名校友包括本·瓊森、羅伯特·虎克、克里斯多佛·雷恩爵士、約翰·洛克、傑里米·邊沁、愛德華·吉朋、A·A·米恩、以及其中七任英國首相等。西敏公學傳統上鼓勵學生作獨立批判思考，男生7歲起可入讀該校附屬小學，然後到13歲升讀中學部；而女生年滿16歲才可入讀。學校約有學生750名，其中約四分一為寄宿生，寄宿生通常逢星期六上午校下課後，才會回家渡過周末。
西敏公學是根據《1868年公學法令》下界定9所英國公學（又稱「克拉倫登學校」）的其中一所，其他「克拉倫登學校」成員還包括伊頓公學、哈羅公學、溫徹斯特公學和查特豪斯公學等。

## 历史

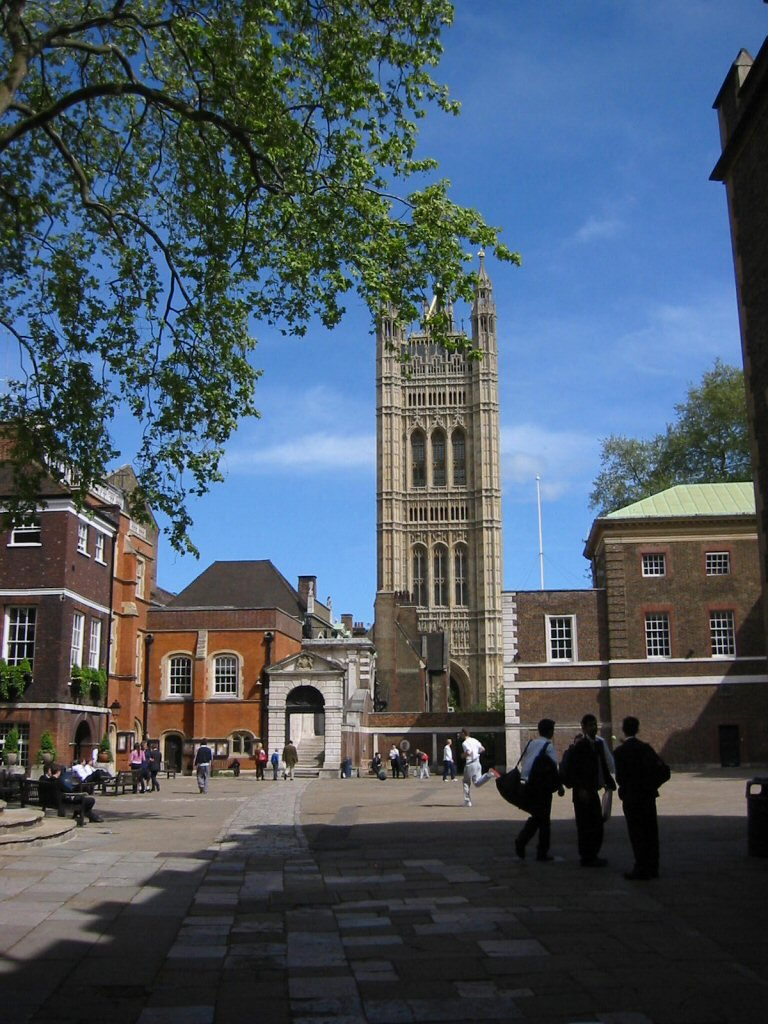
从Liddell's Arch看去的Little Dean's Yard

若追溯最早設立於威斯敏斯特的學校之歷史，可以追溯到14世紀70年代，這一歷史保存在西敏寺的紀念室中，至於這所最早的學校使用的部分校舍則可以追溯到10世紀位於威斯敏斯特的盎格鲁-撒克逊修道院。西敏公學的年度財務報表顯示，該校在1179年教皇亞歷山大三世的法令中將這所最早的學校作為其起源，儘管針對這一事件的證據尚不充分。

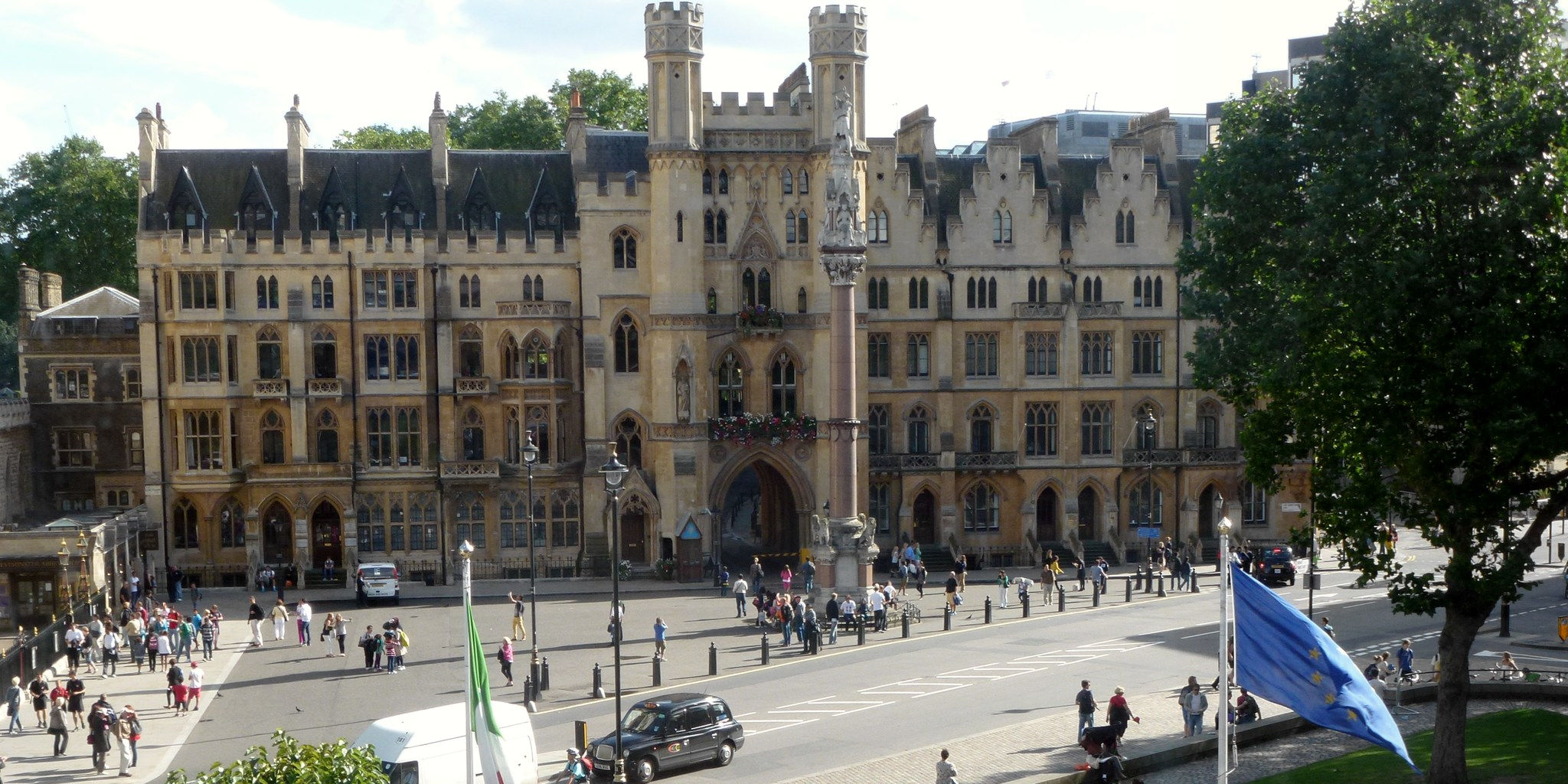
西敏公學正門及Little Dean's Yard（由英女皇伊利沙伯二世會議中心眺望，摄于2012年8月）

1540年，亨利八世下令在英格蘭解散修道院，這其中包括西敏寺，而解散西敏寺無疑將導致學校無法繼續開設，但最終，這位國王以他的皇家憲章確保了學校得以繼續正常運行，而西敏公學則繼續任用由皇室資助的40名“國王學者”。至此，學校無疑已經成為一所公共學校（即向公眾提供付費就讀的學校，而非只允許貴族就讀）。在瑪麗一世統治期間，西敏寺恢復為羅馬天主教修道院，但學校卻得以繼續開設下去。
伊麗莎白一世於1560年正式設立了西敏公學，與此同時新頒布的法規規定從入學滿一年的男孩中選出40名“女王學者”，伊麗莎白一世女王經常拜訪她的學者，儘管她從未簽署任何法規或授予獎學金，1560年現在通常被視為學校“成立”的日期。
伊麗莎白一世任命威廉·卡姆登 為校長，他是已知的唯一一位在1937 年之前擔任該職位的非教育界人士（卡姆登是位歷史學家），他的教學為學校樹立了數百年來的聲譽。至於他那以“birch”為代表的無情管教，則在亚历山大·蒲柏的Duncial一書中得到了不朽的印證。英國內戰時期，另一位校長巴斯比為“Up School”進行公開祈禱。為了王室的安全，就在查理一世被處決的當天，他將男孩們鎖在學校禮堂裡，以防止他們在幾百米外觀看此等奇觀，此即“Up School”。拋開政治不談，他對學生中的保皇黨和清教徒採取同等的體罰措施，沒有任何恐懼或偏袒。巴斯比還參加了1658年 奧利弗·克倫威爾 的葬禮遊行，當時威斯敏斯特的一名學童羅伯特·烏維代爾成功奪取了帶有“陛下盾紋”的白色緞面橫幅，當時這面橫幅掛在棺材上，至於現在則藏在圖書館， （事發兩百年後由烏維代爾的家人捐贈）。巴斯比的任期橫跨整個英國資產階級革命時期，當時學校由“議會委員”（Parliamentary Commissioners）管理，直到革命結束。
1679 年，一群學生殺害了一名法警，表面上是為了捍衛修道院作為避難所的傳統權利，但實際上可能是因為該男子試圖逮捕一名男孩的配偶。巴斯比從查理二世那裡為他的學者們爭取到了皇家赦免，並將用於爭取赦免的費用添加到了學校賬單中。

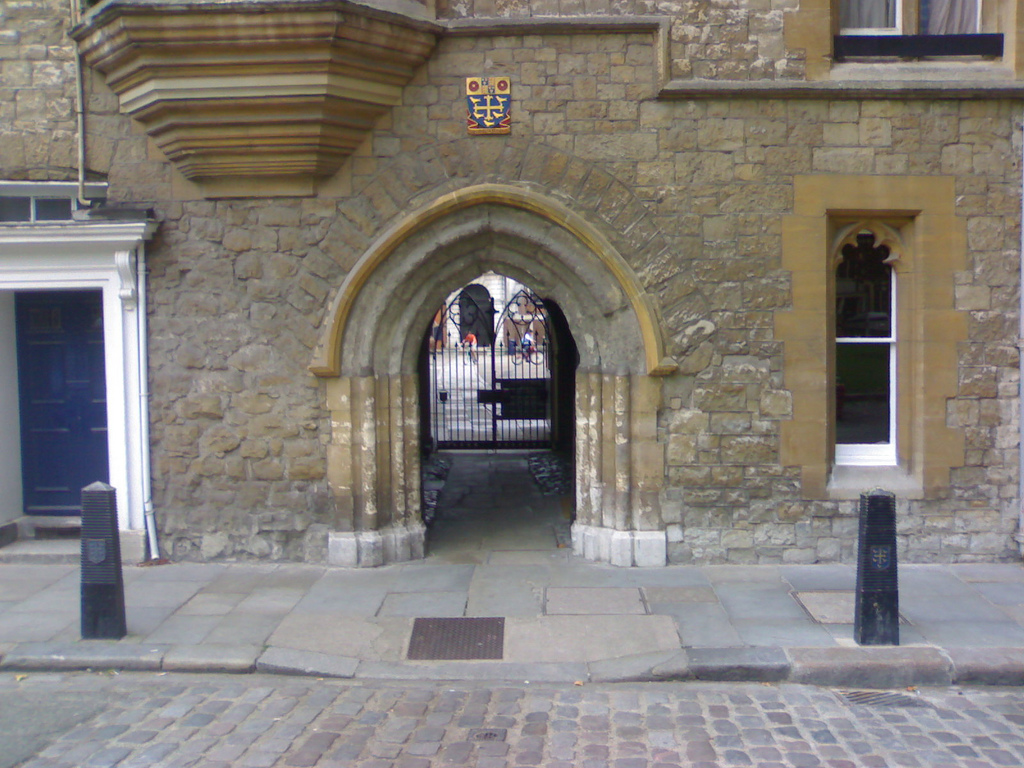
利德尔拱门，Little Dean's Yard的正门

直到19世纪為止，学校的课程主要由拉丁语和希腊语组成，所有的课程都是学校教授的。威斯敏斯特的男孩们的課外時間不受限制，因此他們在城市里出了名的不守规矩，但是由於学校离英國議會所在地威斯敏斯特宫很近，这意味着那裡的政客们很清楚男孩们的所作所为。1868年公學法令施行之後，作为对指定法案中“九大公學”的克拉伦登委员会的嚮应，學校停止了它的不當行為，這使得這所公學開始接近现代形式。那時，它開始在法律上與西敏寺分離，儘管它們之間仍然保持著密切聯繫，並且西敏寺這所修道院的院長還是“當然”的學校理事長。這之後後發生了一場持續25年的的糾紛。這一糾紛主要關於將修道院的財產轉移到學校的問題，這時，學校章程是由伊麗莎白二世女王的議會命令制定的，而牛津基督教會和劍橋三一學院的院長是學校管理機構的“當然”成員。
与公立学校不同的是，威斯敏斯特没有根據维多利亚时代的风气採取相关的变化，而是保留了许多独特的特点。尽管外界環境給學校帶來很多压力，包括在第二次世界大戰期间撤离和学校屋顶的毀壞，学校仍然拒绝搬出城市，在這一點上，它不像其他学校，如查特豪斯公学和伦敦圣保罗学校。
該校的附屬小學成立於1943年。在西敏公學的校舍內，它作為一所獨特的預科學校，供8到13歲（現如今則是7到13歲）的走讀學生就讀。將這一年齡段的學生與其他學生分離開來是前所未有的，在此之前的例子有爱德华·吉本，他11岁进入西敏公學讀書，杰里米·边沁8岁进入。此後，小學搬到了文森特廣場，這位置可以俯瞰學校的運動場。
1967年，學校招收了第一位女學生。女孩從1973年開始成為正式學生。1981年，为女孩们创建了一个单性别的寄宿公寓——珀塞尔公寓(Purcell’s)。1997 年，學校進一步擴建，在Dean's Yard 5a處新建了一間日間公寓Milne's。
2005年，该学校是50所因经营卡特尔而被判有罪的顶级私立学校之一。《纽约时报》曝光了这一行为，这些学校之間互相合作，向数千名客户收取不具竞争力的费用。獨立學校委員會主席讓·斯科特 (Jean Scott)表示，獨立學校一直不受適用於商業的反卡特爾規則的約束，它們之間存在一個長期確立的程序，以相互分享信息，並且他們不知道法律的變化。她寫信給 OFT 總幹事約翰·維克斯 (John Vickers) 說：“他們不是一群進行閉門會議，並將產品價格固定在對消費者不利位置的商人。這些學校公開地沿用它們長期以來的做法，因為他們不知道法律的變化。” 然而，涉及其中的每所学校都同意向一个信托基金支付10,000英镑的象征性罚款和总计300万英镑的特惠款项，这一信托基金旨在使在共享信息期间就读上述学校的学生受益。
2007年，學校應邀成為皮姆利科学校的贊助商，後者原計劃改為一所英語學院，但在威斯敏斯特市议会制定了其计划之后，這所學校决定不再这样做。2013年，该校与哈里斯联合会合作，建立了一所选择性的、混合型的六年级学校，入学优先考虑来自弱势背景的学生。哈里斯威斯敏斯特中学于2014年在附近开学，學校裡的学生们共享学校的一些课程和设施。
2010年，學校和修道院慶祝皇家特許狀授予450週年，以及伊麗莎白一世於1560年建立學校。伊丽莎白二世和爱丁堡公爵菲利普亲王在Little Dean's Yard揭幕了一尊颇具争议的雕像，雕像是由雕塑家馬修·斯賓德（Matthew Spender）创作的。2016年5月，一名16歲的学生试图爬到雕像上时，雕像的頭部脫落，這一損壞於日後進行修復。
2013年5月，學校因拍賣涉及出售實習機會以獲取用於資助的助學金而受到批評，導致媒體負面報導。
2016年，該校宣佈與香港教育集團HKMETG合作，計劃在中國開設六所學校， 交易產生的收入將用於支持位於英國的學校的助學金，並遵循哈羅學院、莫爾文學院、惠靈頓學院和德威學院的類似舉措。學校因決定教授中國課程而不是通常由國際學校教授的國際課程而受到媒體和學生的批評。英国《金融时报》援引伦敦大学中国研究院院长曾锐生（Steve Tsang）的话说: “我认为他们不知道自己在做什么…如果你在中国開設学校，他们会有一个党委书记监督整个学校，党委书记负责政治教育。” 这所学校的回应是，它将在教学过程中运用“软实力”，同时还将为16-18岁的学生提供国际课程的教学。當“泰晤士報”發表文章引用九州大學的愛德華·維克斯（Edward Vickers）教授的文章時，該問題被重新提起，他指責該校和有著類似計劃的國王學院學校是在“幫助宣傳中國教育”。
这所学校主要位于西敏寺的中世纪修道院范围内，其主要建築圍繞其私人廣場Little Dean's Yard（稱為Yard），位於Dean's Yard外。除此之外，这周围还有一些房子，公共休息室，人文建筑和学院大厅。

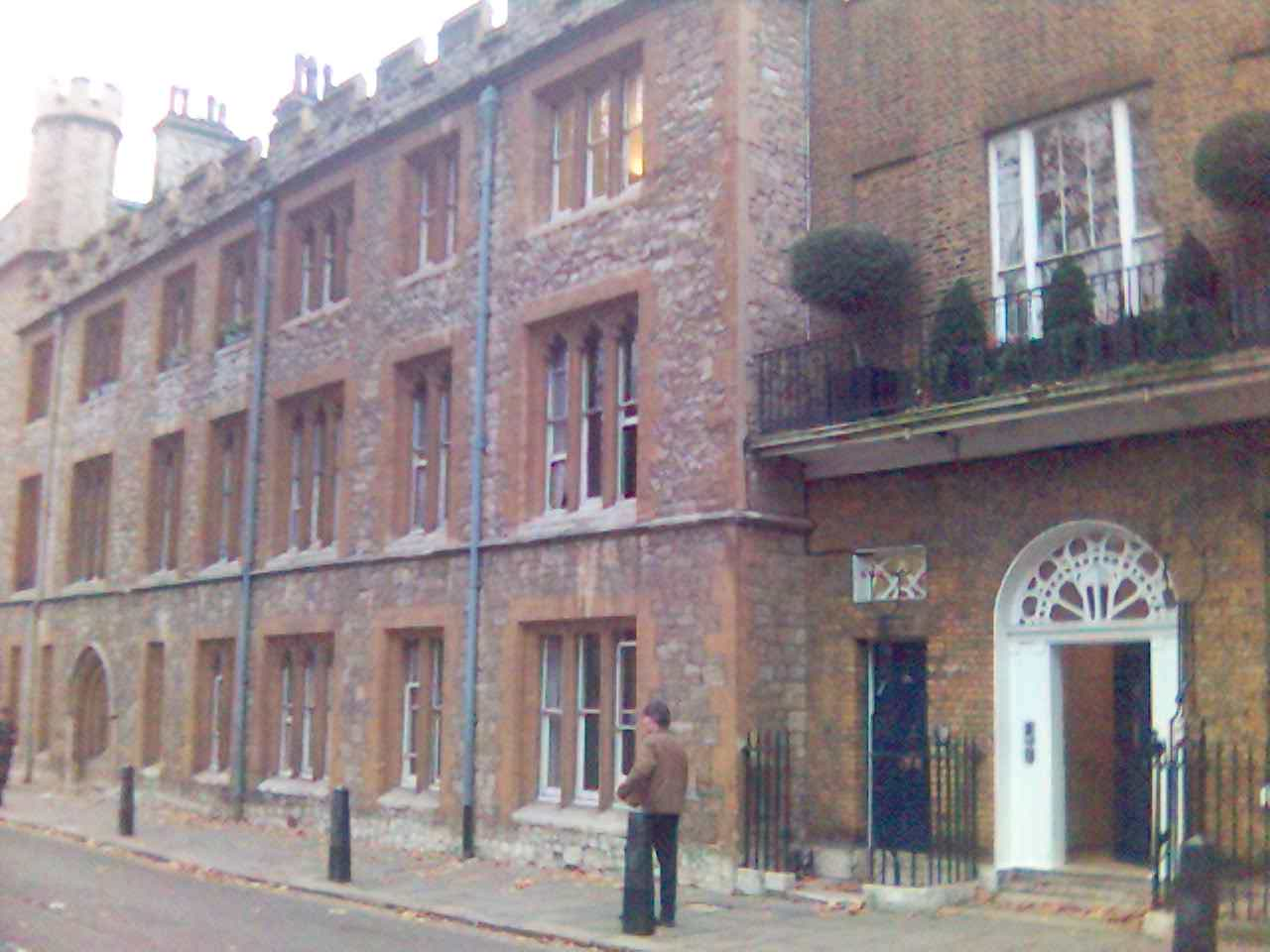
Liddell's House及学校招待处，从Dean's Yard拍摄

在Great College Street的修道院區外是Sutcliff's（以 19 世紀大樓內的小賣部命名），那里负责地理、藝術 ，同時教授神學、哲學和經典（拉丁語和古希臘語）。羅伯特·胡克科學中心更遠，在史密斯廣場附近。作為艾伦·亚历山大·米恩的捐赠和遗产资助中的一部分，学校收购了附近的米莉森特·福西特戏剧学院（Millicent Fawcett Hall）用于教授戏剧研究课程和表演。 馬努基中心（the Manoukian Centre）用於舉辦有計劃的和私人的音樂課以及獨奏會；這些活動也會在位於 3 Dean's Yard 的 Weston 大樓舉行。它經常使用史密斯廣場聖約翰堂作為大型音樂聚會的舉辦地。

## 外部連結
- 官方網站* （页面存档备份，存于）
- Profile （页面存档备份，存于） on the ISC website
- ISI Inspection Reports （页面存档备份，存于）
- Westminster Pronunciation of Latin